# Živko Vangelov
Živko Atanasov Vangelov (in bulgaro Живко Атанасов Вангелов?; Nova Zagora, 7 luglio 1960) è un ex lottatore bulgaro, specializzato nella lotta greco-romana.

## Palmarès
- Giochi olimpici

Seul 1988: argento nei pesi gallo;